# Liefde is een kaartspel
"Liefde is een kaartspel" var Belgiens bidrag till Eurovision Song Contest 1996, och sjöngs på nederländska av Lisa del Bo.
Sången startade som nummer 17 ut den kvällen, efter Nederländernas Maxine & Franklin Brown med "De eerste keer" och före Irlands Eimear Quinn med "The Voice". När omröstningen var över hade den fått 22 poäng, och slutade på 16:e plats bland 23 bidrag.
I samband med Eurovision Song Contest 2001 anklagades Sveriges bidrag "Lyssna till ditt hjärta" för att vara ett plagiat på "Liefde is een kaartspel". De svenska låtskrivarna förnekade förs detta, men sedan de belgiska kompositörernas organisation SABAM tryckt på, gjorde båda parterna upp i godo.

## Lista
| Lista (1996)                   | Topplacering |
| ------------------------------ | ------------ |
| Belgien (Ultratop 50 Flandern) | 2            |

### Fotnoter
1. ↑  ESCtoday.com, Swedish entry 2001 now officially plagiarism
2. ↑  Leif Thorsson. Melodifestivalen genom tiderna (2006), p. 290. Stockholm: Premium Publishing AB. ISBN 91-89136-29-2
3. ↑  "Ultratop.be - Lisa del Bo - Liefde is een kaartspel" (in Dutch). Ultratop 50. Ultratop & Hung Medien / hitparade.ch.